# Фратаминоре
Фратаминоре (итал. Frattaminore) је насеље у Италији у округу Напуљ, региону Кампанија.
Према процени из 2011. у насељу је живело 15487 становника. Насеље се налази на надморској висини од 39 м.

## Становништво
| 1931. | 1936. | 1951. | 1961. | 1971. | 1981.  | 1991.  | 2001.  | 2011.  |
| ----- | ----- | ----- | ----- | ----- | ------ | ------ | ------ | ------ |
| 4.509 | 5.162 | 6.434 | 7.574 | 9.719 | 12.346 | 13.873 | 15.072 | 15.708 |